# Amarillo by Morning
Amarillo by Morning è una canzone di musica country scritta dai cantautori statunitensi Paul Fraser e Terry Stafford nel 1973.
La canzone, inizialmente pubblicata nel novembre del 1973 da Tarry Stafford, riscosse un successo internazionale quando George Strait ne pubblicò una sua versione nell’album Strait from the Heart del 1982.
Amarillo by Morning fu poi pubblicata come singolo nel gennaio del 1983. In totale, la versione di Strait, ha venduto più di 3 milioni di copie solo negli Stati Uniti. La canzone è considerata una delle più note della musica popolare statunitense ed è ritenuta un classico della musica country.
Il titolo del brano fa riferimento alla città di Amarillo.

## La canzone
Il brano è tipicamente Country “Neotradizionalista”, è cioè lontano dai suoni pop che dominavano le classifiche statunitensi negli anni’80; il “sound” della canzone è tipico della discografia di Strait.
La canzone è cantata dal punto di vista di un cowboy di rodeo, che guida di notte da San Antonio fino ad una fiera nella città di Amarillo che comincerà la mattina seguente. L'uomo racconta le difficoltà che la sua occupazione gli ha causato, tra cui il divorzio, i problemi fisici e la povertà, ma afferma che non rimpiange il suo stile di vita perché: "Non sono ricco/ Ma Signore, sono libero". 

## Curiosità
La canzone era stata riprodotta poco prima dell’incidente avvenuto durante la fallimentare missione della NASA STS-107, che portò alla morte di tutti i membri dell’equipaggio. Il brano è stato poi eseguito in ricordo dei defunti e per onorare il luogo di nascita del capitano della missione Rick Husband, anch’egli morto nell’incidente.